# سیارک ۱۱۱۶۱
سیارک ۱۱۱۶۱ (به انگلیسی: 11161 Daibosatsu، نامگذاری:1998BA8) یازده هزار و صد و شصت و یکمین سیارک کشف شده‌است که در ۲۵ ژانویه ۱۹۹۸ کشف شد.
قدر مطلق سیارک برابر ۱۹.۵ است.